# برون‌رفت: یک روایت شخصی
برون‌رفت: یک روایت شخصی (ایتالیایی: Exit: una storia personale) یک فیلم مستقل درام ایتالیایی به کارگردانی ماسیمیلیانو آماتو است که در سال ۲۰۱۰ منتشر شد. از بازیگران آن می‌توان به لوکا گواستینی اشاره کرد که بابت هنرنمایی‌اش برندهٔ جایزهٔ بهترین بازیگر مرد در «جشنوارهٔ فیلم‌های ایتالیایی انسی» شد.